# Rolf Nida-Rümelin

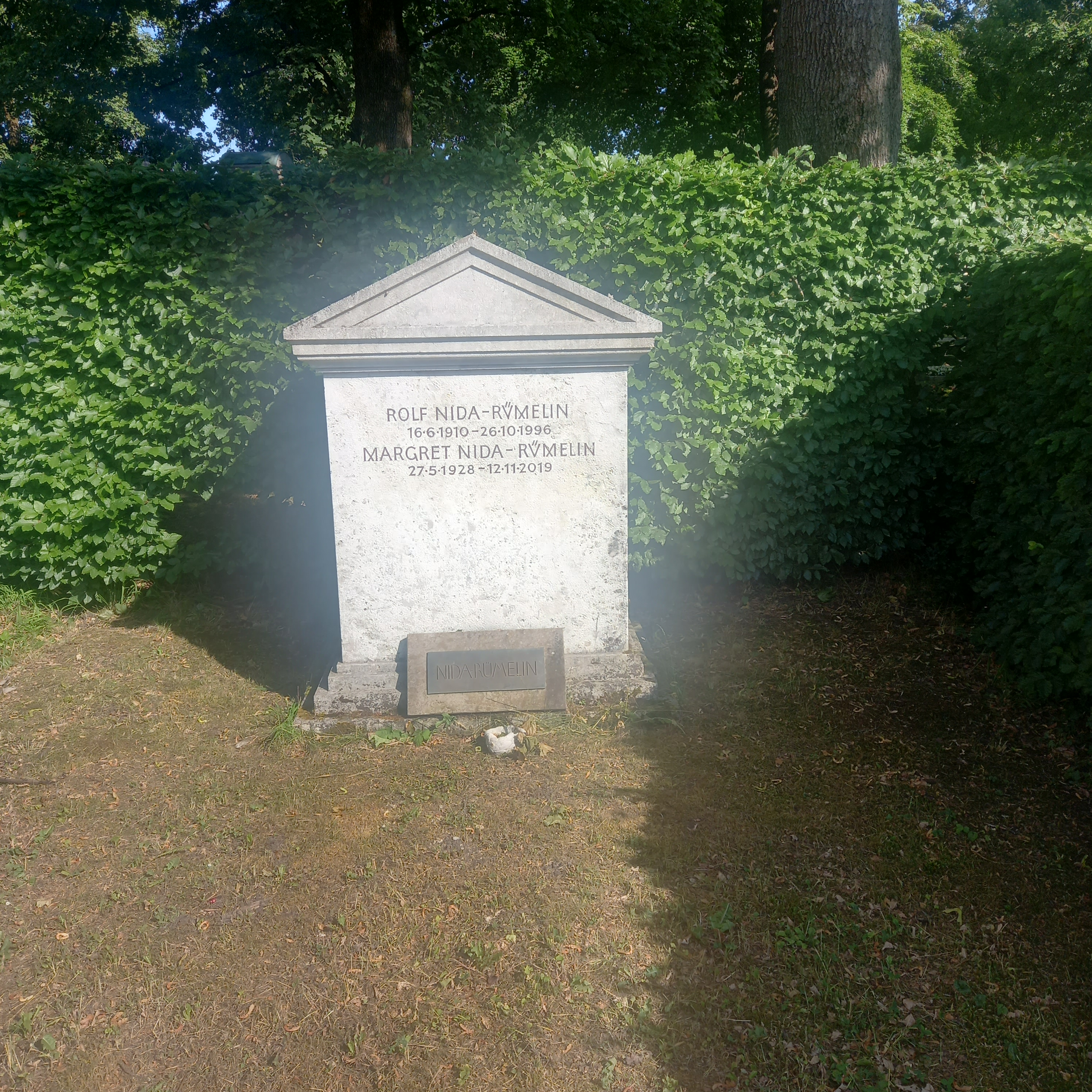
Das Grab von Rolf Nida-Rümelin und seiner Ehefrau Margret auf dem Nordfriedhof (München)

Rolf Nida-Rümelin (* 16. Juni 1910 in Starnberg; † 26. Oktober 1996 in München) war ein deutscher Bildhauer und Medailleur und Sohn des Bildhauers Wilhelm Nida-Rümelin.

## Werdegang und Ausbildung
Nida-Rümelin erhielt seine erste Ausbildung bei seinem Vater, dem Bildhauer Wilhelm Nida-Rümelin, in München. Danach besuchte er die Staatsschule für Angewandte Kunst in Nürnberg (jetzt Akademie der Bildenden Künste in Nürnberg), wo er sich mit vielfältigen Materialien wie Holz, Stein, Keramik, Bronze und Gips künstlerisch auseinandersetzte. Daneben fertigte er Intarsienarbeiten und erlernte die Stuck- und Freskotechnik. Von 1930 bis 1931 besuchte er die Akademie Berlin bei Ludwig Gies. 1931 kehrte er nach München zurück und nahm sein Bildhauerstudium an der Akademie der Bildenden Künste bei Bernhard Bleeker auf. Daneben ergaben sich wesentliche Anstöße durch Ernst Barlach. Werke dieser frühen Periode sind fast nur mehr in Fotos dokumentiert. Sie belegen eine Auseinandersetzung mit der letztlich von Aristide Maillol herkommenden klassischen Richtung, andererseits aber auch mit dem Expressionismus – ein Spannungsfeld, das auch schon die Wahl der Lehrer bestimmte.
Ab 1933 arbeitete Nida-Rümelin als Mitglied der Reichskammer der bildenden Künste in München als freischaffender Bildhauer. Es entstanden zahlreiche Skulpturen, Porträts und Porträtmedaillen, Kleinplastiken, Ölbilder, Aquarelle und die Fresken für das ehemalige Deutsche Jagdmuseum in München (lebensgroße Eiszeittiere). 1937, zur 200-Jahr-Feier der Georg-August-Universität Göttingen schuf er die Ehrengabe der Universität, eine 91 mm große Eisengussmedaille. Sie trägt das Porträt des Gründers der Universität, Gerlach Adolph von Münchhausen. 
1939 wurde Nida-Rümelin zum Kriegsdienst eingezogen. 1945 gelang ihm die Flucht aus sowjetischer Gefangenschaft. Sein Schwabinger Atelier war da bereits ein Opfer der Bomben geworden. Seit Kriegsende war er wieder als freischaffender Bildhauer in München tätig. Nach der durch den Krieg erzwungenen Schaffenspause war es Nida-Rümelin in dem allgemeinen Klima des Neubeginns allerdings nicht mehr möglich, sich mit dem weit zurückliegenden eigenen Frühwerk zu identifizieren und daran wieder anzuknüpfen.

Nach dem Freitod seines Vaters 1945 bezog Nida-Rümelin dessen Atelier im Hildebrandhaus in München-Bogenhausen, das der Philosoph Dietrich von Hildebrand nach dem Ersten Weltkrieg zu einem Zentrum katholischer und philosophischer Intellektualität gemacht hatte. Ab 1951 wohnte Nida-Rümelin zusammen mit seiner Frau Margret und den zwei gemeinsamen Kindern auch in dem Haus zur Miete, zusammen mit anderen Kunstschaffenden, wie dem Bildhauer Theodor Georgii und der Pianistin Rosl Schmid. An diese Zeit erinnert sich Julian Nida-Rümelin: 
Im Gegensatz zur peniblen, miniaturisierten Ordnung der Einbauwohnung, die nur über eine abnehmbare Stiege erreichbar war, wurde das große Atelier jedenfalls äußerlich vom Chaos der Gerüste, der Gipsplastiken, der Holzablagen, der Steinwerkzeuge und -platten, von Schraubstöcken, Gasbrennern, Papierrollen mit Entwurfsskizzen, Portraitbüsten, Tonkisten, Wachsplatten beherrscht [...].

Mein Vater fand in diesem Chaos dennoch immer zuverlässig, was er suchte. Er verbrachte einen Großteil seines Arbeitslebens auf einem kleinen Hocker, vor sich einen robusten Holztisch mit Wachsplatten, oder stehend am Gerüst, gelegentlich auch über Wochen schlagend an dunklen Marmorplatten mit entsprechender Staubentwicklung. Da er zudem ein Kettenraucher war, kann ich mit Sicherheit davon ausgehen, dass in diesem Atelier alle heutigen Grenzwerte für Nikotin- und Feinstaubbelastung regelmäßig überschritten wurden. Abends versammelte sich bei uns zu Hause oft ein heftig diskutierender Kreis von Intellektuellen, Künstlerfreunden, Schriftstellern und Architekten.
Da das Hildebrandhaus 1941 arisiert worden und im Anschluss zum Spekulationsobjekt der Evangelischen Landeskirche geworden war, musste die Künstlergemeinschaft in den 1960er Jahren ausziehen. So brach ein komplexes Gewebe aus Bildungsbürgertum, Kunstschaffenden und Intellektualität auseinander. Nida-Rümelin war gezwungen, 1969 in ein Atelier-Haus in Oberföhring umzuziehen, wo er bis zu seinem Tod 1996 arbeitete.
Rolf Nida-Rümelin ist der Vater von Julian Nida-Rümelin, deutscher Philosoph und Politiker, und von Martine Nida-Rümelin, deutsche Philosophin.

## Werk

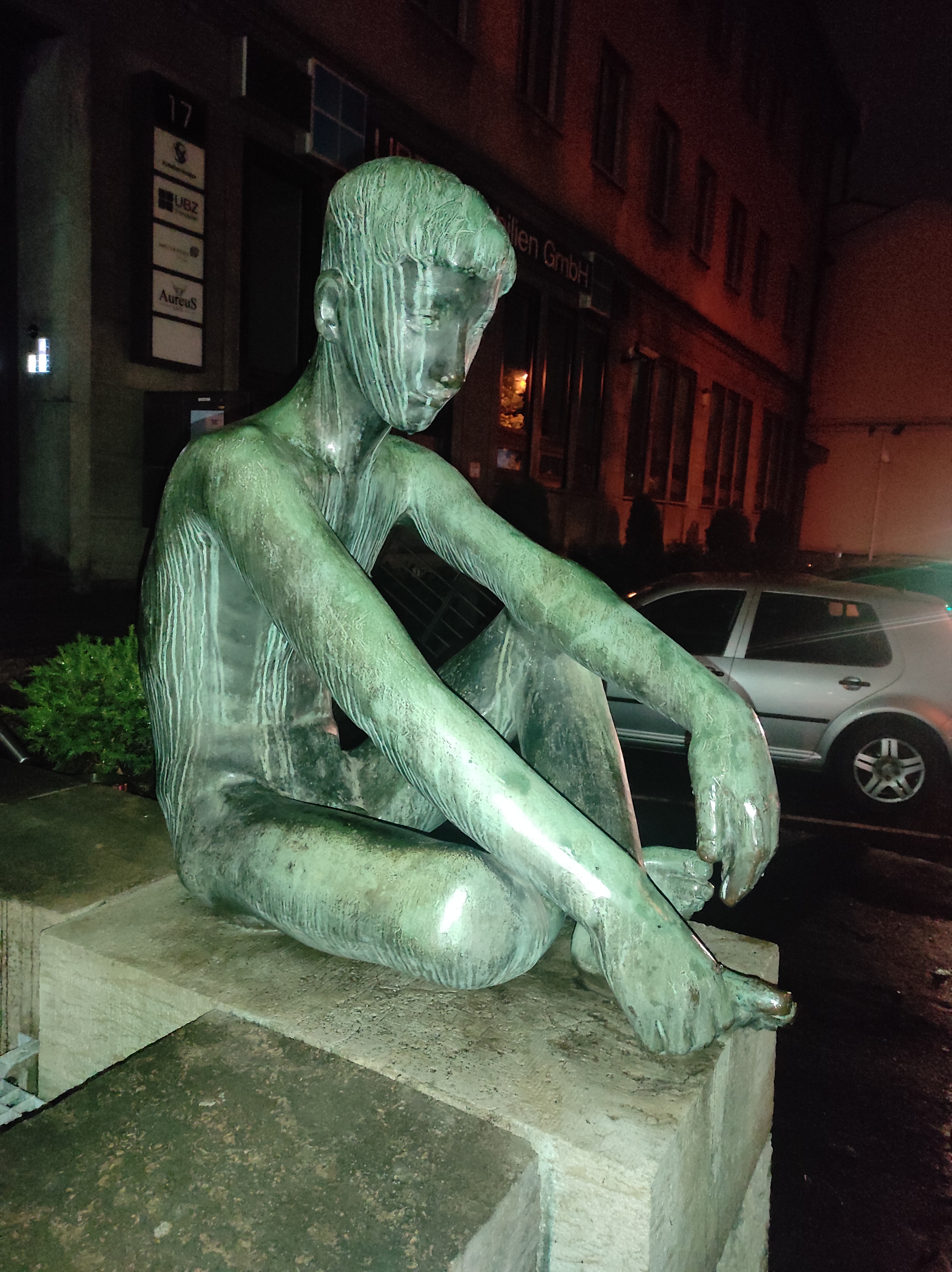
Sitzender Jüngling – Bronzefigur vor dem Bankdienstgebäude in Aschaffenburg (1951)

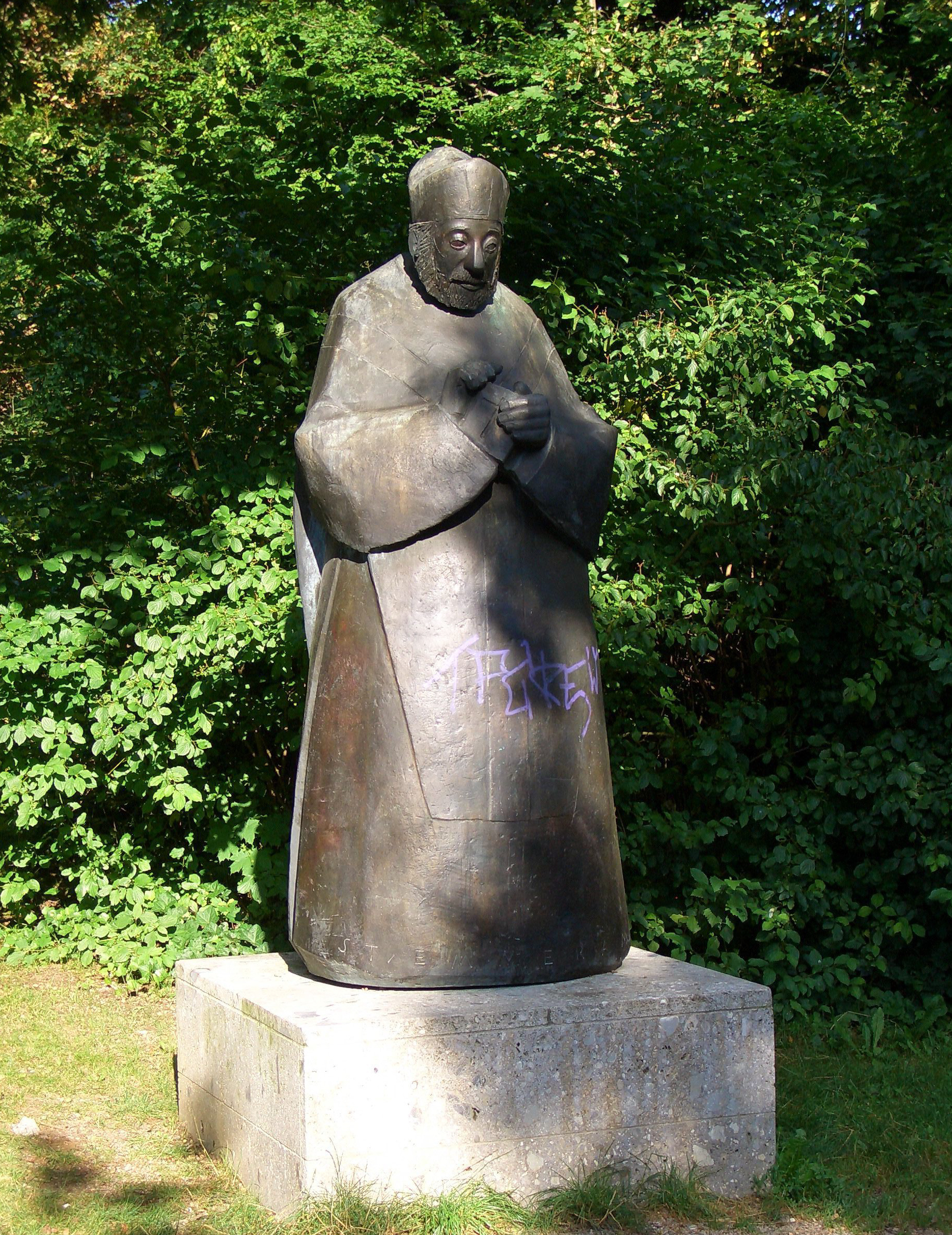
Standbild des Heiligen nahe der St.-Emmeram-Brücke in München

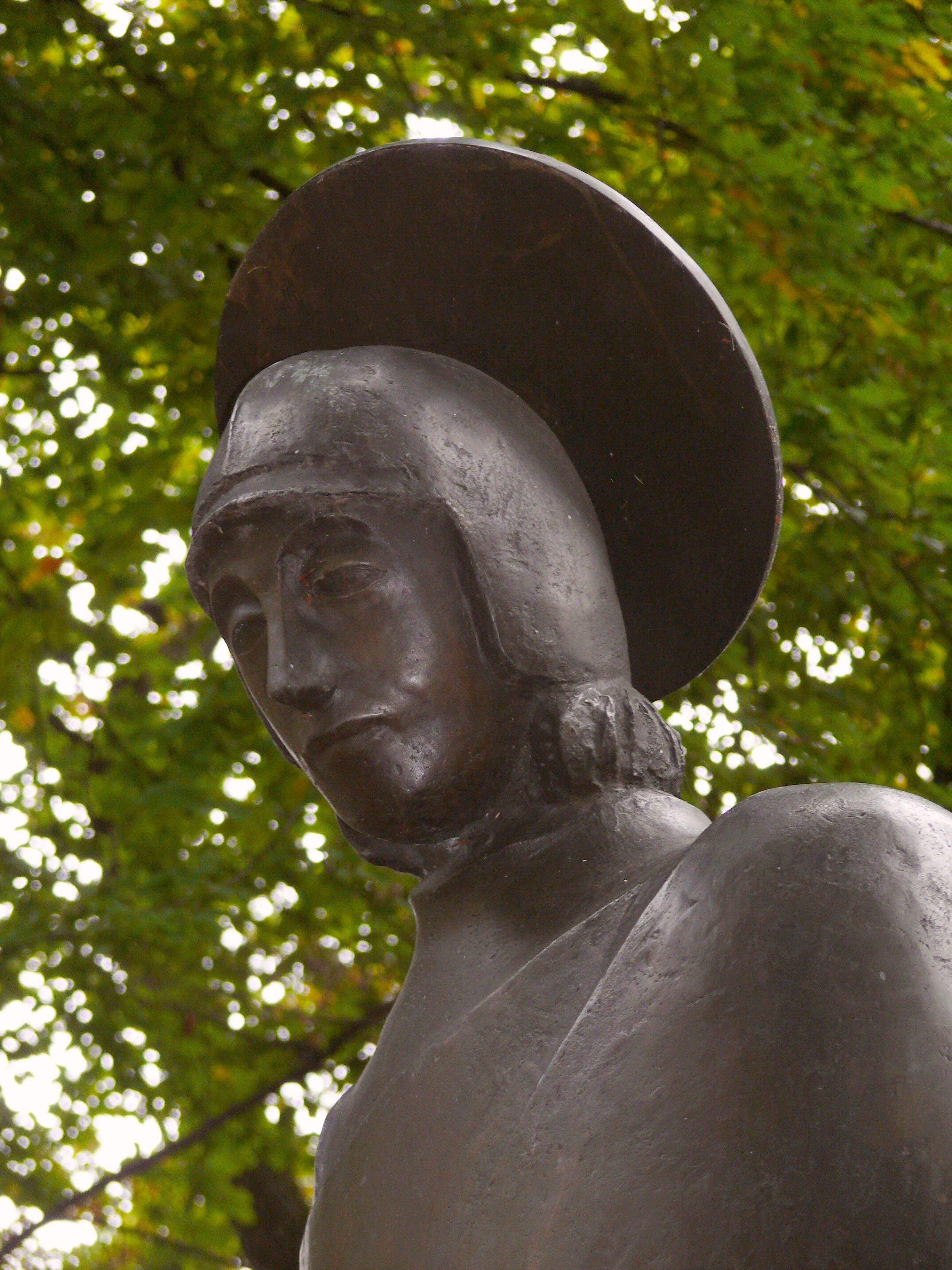
St.-Florian-Brunnen (1991) in München

Nida-Rümelin hat in seinem umfangreichen Werk unter anderem die Skulpturen Mädchen mit Krug an der Ottostraße in München, Lesende Knaben⊙ an der Torquato-Tasso-Straße in München, die Kämmende in Kitzingen, sowie den Auffliegenden Reiher-Schwarm in München Großhadern oder den Brieftauben-Schwarm für Siemens in Witten geschaffen, aber auch Steinreliefschnitte wie die vier Lebensalter in Neu-Ulm.
Er schuf auch kraftvolle Bronzeporträts wie das des Physikers Walther Gerlach oder des Journalisten Erich Kuby, „ferner streng durchkomponierte Tierplastiken und Medaillen mit Porträtreliefs in Silberguss. Bereits die vereinfachenden, klar konturierten Zeichnungen […] lassen erkennen, wie bewusst dieser Künstler einer nur realistischen Wiedergabe seinen Stillwillen entgegenstellt“.
Nida-Rümelin verliert sich nicht in Details, sondern beschränkt sich auf das Wesentliche, reduziert seine Körper auf das, was das Charakteristische, das Individuelle ausmacht. Dieser Sinn für das Charakteristische kann in der Tierplastik sogar in den Bereich des Karikierens hineinreichen. Etwa seine liegende Giraffe oder der Eber seien als Beispiele genannt. Der Witz dieser Plastiken entspringt jedoch nicht aus einer dargestellten Anekdote, sondern aus einem kaum erklärbaren „optischen“ Humor, der zum Teil wohl auch darauf beruht, dass diese ganz naturnah wiedergegebenen Tiere aus pointiert zusammengestellten abstrakten Formen gebildet sind, wie etwa die lange Diagonale des Giraffenhalses im Verhältnis zur zusammengestauchten Masse des Körpers oder die schlangenartig dünnen Hälse der Schwäne im Kontrast zu den riesigen Flächen der Flügel.
Beim Porträt  kommt es ihm nicht nur auf das Erreichen äußerlicher Ähnlichkeit an, obwohl diese Bedingung selbstverständlich – oft frappierend lebensnah – erfüllt wird; Ziel ist vielmehr eine tiefer gehende Charakterisierung des dargestellten Menschen ohne die Aufdringlichkeit psychologischen Typisierens. Grundlage seines Porträtierens ist die Gewissheit, dass sich die Person in ihrer gewachsenen äußeren Erscheinung mit ihrer eigenen Historie unmittelbar manifestiert, dass es also Aufgabe des Bildhauers ist, die charakteristischen Besonderheiten eines Menschen im organischen Zusammenhang der Formen seines Kopfes in der ihm eigenen Rhythmik aufzufinden und herauszustellen. Die Form wird also nicht als ein dem Künstler frei verfügbares Mittel zur Charakterisierung angesehen, sondern als ureigenster Wesensbestandteil der Person, der vom Künstler entdeckt und in die Organik des Kunstwerks überführt werden muss. Dies bedingt, dass die in diesem Sinne charakteristischen Formen hervorgehoben werden, während andere, die stören oder ablenken würden, weggelassen werden. Es ist bezeichnend für Nida-Rümelin, dass er über das Erfassen der Formen selbst hinausgeht und versucht, auch im Material und in der Technik, die er wählt, eine Entsprechung zum individuellen Formcharakter der dargestellten Person zu finden.
Ähnlich geht er auch bei anderen Themen vor, sei es bei Kindern in unterschiedlichen Situationen oder auch bei Aktdarstellungen. Meist verzichtet er auf Kleidung, Haare sind häufig nur in ihrer Umrissform angedeutet, und immer konzentriert sich die Formensprache auf einen Punkt, ob es sich nun um das Blasen auf einer Flöte handelt oder das Kämmen von Haar. Dabei spielt sich jede Bewegung – und diese Bewegungen sind es, die seinen Figuren eine deutliche Lebendigkeit verleihen – innerhalb einer geschlossenen Form ab, nichts greift darüber hinaus, nichts unterbricht die Harmonie des Gesamtkonzepts.

## Preise und Auszeichnungen
- 1934 Österreichische Staatspreismedaille
- 1983 Schwabinger Kunstpreis
- 1990 Medaille München leuchtet

## Sicher belegte Teilnahme an Ausstellungen in der Zeit des Nationalsozialismus
- 1933: Nürnberg, Norishalle („Nordbayerische Kunstausstellung“)
- 1937, 1938 und 1940: München, Große Deutsche Kunstausstellung (mit politisch unverfänglichen Arbeiten)
- 1940 und 1941: Nürnberg, Norishalle („Ausstellung von Werken lebender fränkischer Künstler. Landschaftliche Kunstschau der Gaue Franken, Mainfranken und Bayerische Ostmark“)

## Schriften
- Rolf Nida-Rümelin: Plastiken Mit einer Einführung von Norbert Knopp. Edition Hanfstaengl, München 1980
- Rolf Nida-Rümelin: Plastiken 1980–1990. Urban und Spieker, Bobingen 1990